# Settimio Acindino
Settimio Acindino (latino: Septimius Acindynus, talvolta reso incorrettamente come Septimius Acyndinus; greco: Ἀκίνδυνος, Akindynos; fl. 326-340) è stato un politico romano di età imperiale.

## Biografia
Figlio dell'omonimo praefectus urbi del 293-295, Acindino fu vicarius Hispaniarum nel 317/326, Prefetto del pretorio d'Oriente dal 338 al 340 e console del 340.
Agostino da Ippona ricorda un episodio accaduto quando Acindino era governatore ad Antiochia. A seguito di un processo, aveva condannato un uomo a pagare una multa in oro entro una certa data, pena l'incarceramento. La moglie accettò di concedersi ad un uomo ricco in cambio del denaro per pagare la multa, ma nella borsa che ricevette c'era terra e non oro. Quando Acindino venne a conoscenza dell'episodio, diede a sé stesso la colpa di essere stato troppo severo, pagò di tasca propria la multa e diede alla donna il terreno dal quale era stata prelevata la terra della borsa. L'episodio è anche ripreso nell'Ingenuo di Voltaire.
Fu proprietario di una villa a Bauli, in Campania, in seguito proprietà di Quinto Aurelio Simmaco.